# ویل لاکوود
ویل لاکوود (انگلیسی: Will Lockwood؛ زادهٔ ۱۳ مه ۱۹۸۸) قایقران روئینگ اهل استرالیا است.
وی در مسابقات کشوری و بین‌المللی در مجموع برندهٔ ۵ مدال نقره، ۲ مدال برنز شده‌است.